# Michele Piccirillo (pugile)
Michele Piccirillo (Modugno, 29 gennaio 1970) è un ex pugile italiano.

## Carriera
Seguito sin dall'infanzia dal padre Scipione, maestro di pugilato, mostra immediatamente il suo talento nella boxe. Nel 1992 rappresenta l'Italia alle Olimpiadi di Barcellona 1992 nei pesi superleggeri, raggiungendo i quarti di finale.
Nel 1997, a Novara, conquista il titolo di campione europeo dei pesi welter battendo Geoff Mc Creesh per knock-out tecnico alla nona ripresa.
Nel 1999 batte Alessandro Duran conquistando il titolo mondiale W.B.U. che difenderà contro Duran, Acuna, Coggi, Vasconcel, Randall (detto “lama del Bronx”), Crucce e Murray.
Nel 2002 conquista il titolo mondiale I.B.F. contro Cory Spinks, perdendolo contro lo stesso avversario l'anno successivo.
Nel 2005 affronta Ricardo Mayorga a Chicago per il titolo mondiale WBC dei pesi superwelter  perdendo per decisione unanime con i cartellini 108-117, 110-117, 105-120.
Nell'anno successivo conquista il titolo europeo dei superwelter contro il ceco Lukas Konecny.
Perde l'ultimo assalto mondiale WBC sempre nei superwelter contro Vernon Forrest il 1º dicembre 2007 e tenta invano l'europeo della categoria perdendo prima del limite con Jamie Moore nel 2009.
Conclude la carriera con un record personale di 50 vittorie, 5 sconfitte e un no-contest.

## Caratteristiche tecniche
Viene definito il “gentleman del ring” per il suo stile preciso ed elegante e per la sua correttezza sportiva.